# Valašská Senice
Valašská Senice är en ort i Tjeckien.   Den ligger i regionen Zlín, i den östra delen av landet, 280 km öster om huvudstaden Prag. Valašská Senice ligger 542 meter över havet och antalet invånare är 486.
Terrängen runt Valašská Senice är huvudsakligen kuperad, men åt sydväst är den platt. Runt Valašská Senice är det ganska glesbefolkat, med 35 invånare per kvadratkilometer. Närmaste större samhälle är Vsetín, 15,3 km nordväst om Valašská Senice. I omgivningarna runt Valašská Senice växer i huvudsak blandskog.